# Короленко, Юлиан Галактионович
Юлиан Галактионович Короленко (1851—1904) — публицист, поэт.

## Биография
Из дворян. Старший брат В. Г. Короленко. Учился в Житомире в частном польском пансионе и в гимназии (до
1866), где издавал рукописный журнал (для которого брат Владимир рисовал карикатуры), затем в реальной гимназии города Ровно, которую не окончил. В 5-м классе перевёл французские стихи, на которые обратили внимание учителя и товарищи. Прослыл «поэтом» и, как человек увлекающийся, «с этих пор целые дни проводил, подбирая рифмы». В 1870 году Короленко посылал стихи в журнал «Отечественные записки», но напечатаны они не были. Н. А. Некрасов нашел, что произведения Короленко «приличны и литературны», но это не поэзия, а «версификация», и посоветовал автору читать побольше серьёзных книг.
В 1871 году К. В. Трубников пригласил Короленко к участию в газете «Биржевые ведомости» в качестве корреспондента из провинции. Изобличительные заметки Короленко взволновали взволновали ровенское общество. Приехав в Петербург во второй половине 1870-х годов, Короленко занимался переводами вместе с В. Г. Короленко. Перевёл с польского «Хаву Рубин» В. Оконьского (1882). В 1879 году Короленко, хотя и чуждый «крамоле», был арестован вместе с братьями Владимиром и Илларионом заключён в тюрьму Литовский замок. После освобождения был отдан под негласный надзор полиции. В 1880-е годы Короленко был секретарём редакции журнала «Дело». С конца 1880-х годов жил в Москве, занимался корректурой в редакции газеты «Русские ведомости» и печатал свои заметки в разделе «Московская хроника». До самой смерти состоял смотрителем в городском странноприимном доме. Рано оставил писательство, хотя обладал, по мнению В. Г. Короленко, незаурядными способностями и чувством стиля.